# The Crazy World of Arthur Brown (album)
The Crazy World of Arthur Brown je debutové studiové album britské rockové skupiny The Crazy World of Arthur Brown, vydané v září 1968. Obsahuje i skladbu „Fire“, která se stala jeho největším hitem. Na albu je také skladba „I Put a Spell on You“ od Screamin' Jay Hawkinse.
Jde o psychedelické soulové album, jehož styl je definován širokým hlasovým rozsahem a teatrálním projevem frontmana Arthura Browna a mystickými texty. První strana původního LP tvoří koncepční písňový cyklus známý jako „The Fire Suite“. Zvuk alba a Brownovo jevištní vystupování ovlivnily pozdější hudebníky jako byli David Bowie, Peter Gabriel, Alice Cooper, Marilyn Manson a George Clinton.

## Seznam skladeb
| Pořadí         | Název                      | Autor                                    | Délka |
| -------------- | -------------------------- | ---------------------------------------- | ----- |
| 1.             | Prelude/Nightmare          | Arthur Brown                             | 3:28  |
| 2.             | Fanfare/Fire Poem          | Brown, Vincent Crane                     | 1:51  |
| 3.             | Fire                       | Brown, Crane, Mike Finesilver, Peter Ker | 2:54  |
| 4.             | Come and Buy               | Brown, Crane                             | 5:40  |
| 5.             | Time“ / „Confusion         | Brown / Crane                            | 5:11  |
| 6.             | I Put a Spell on You       | Screamin' Jay Hawkins                    | 3:41  |
| 7.             | Spontaneous Apple Creation | Brown, Crane                             | 2:54  |
| 8.             | Rest Cure                  | Brown, Crane                             | 2:44  |
| 9.             | I've Got Money             | James Brown                              | 3:09  |
| 10.            | Child of My Kingdom        | Brown, Crane                             | 7:01  |
| Celková délka: | Celková délka:             | Celková délka:                           | 38:33 |

## Sestava
- Arthur Brown – zpěv
- Vincent Crane – klávesy
- Sean Nicholas – baskytara
- Drachen Theaker – bicí